# Alpen Cup w skokach narciarskich 2000/2001
Alpen Cup w skokach narciarskich 2000/2001 – 11. edycja Alpen Cupu, która rozpoczęła się 8 października 2000 w Velenje, a zakończył 10 marca 2001 w Eisenerz. Cykl składał się z 11 konkursów, spośród których trzy zostały rozegrane w warunkach letnich. 
Zwycięzcą klasyfikacji generalnej został Niemiec Jörg Ritzerfeld.
W pierwszych trzech konkursach Pucharu Alp w sezonie 2000/2001 brali udział również Japończycy, lecz ich wyniki nie zostały wzięte pod uwagę w ostatecznej klasyfikacji.
Najwięcej konkursów w sezonie wygrał Jörg Ritzerfeld, który zwyciężał trzykrotnie. Był również zawodnikiem najczęściej zajmującym miejsce na podium. Oprócz trzech wygranych, raz zajął drugie miejsce i trzykrotnie był trzeci.

## Kalendarz i wyniki
| Lp.                                        | Data                                       | Miejscowość                                | Punkt K                                    | Uwagi                                      | 1. miejsce         | 2. miejsce                        | 3. miejsce                    |
| ------------------------------------------ | ------------------------------------------ | ------------------------------------------ | ------------------------------------------ | ------------------------------------------ | ------------------ | --------------------------------- | ----------------------------- |
| 1.                                         | 8 października 2000                        | Velenje                                    | K-85                                       | –                                          | David Andersen     | Mario Kürschner Lukas Tschuschnig | —                             |
| 2.                                         | 11 października 2000                       | Eisenerz                                   | K-75                                       | [ a ]                                      | Mathias Hafele     | Jörg Ritzerfeld                   | Stefan Rammerstorfer          |
| 3.                                         | 14 października 2000                       | Predazzo                                   | K-90                                       | –                                          | Manuel Fettner     | Stefan Kaiser                     | Jörg Ritzerfeld               |
| 4.                                         | 22 grudnia 2000                            | Predazzo                                   | K-90                                       | –                                          | Jörg Ritzerfeld    | Mathias Hafele                    | Simon Podrebersek             |
| 5.                                         | 23 grudnia 2000                            | Predazzo                                   | K-90                                       | –                                          | Manuel Fettner     | Christoph Strickner               | Rok Benkovič                  |
| 6.                                         | 12 stycznia 2001                           | Hinterzarten                               | K-95                                       | –                                          | Christian Nagiller | Simon Podrebersek                 | Stefan Kaiser Jörg Ritzerfeld |
| 7.                                         | 13 stycznia 2001                           | Hinterzarten                               | K-95                                       | –                                          | Simon Podrebersek  | Manuel Fettner                    | Stefan Kaiser                 |
| 8.                                         | 24 stycznia 2001                           | Saalfelden                                 | K-85                                       | [ b ]                                      | Florian Liegl      | Rok Benkovič                      | Jörg Ritzerfeld               |
| 9.                                         | 25 stycznia 2001                           | Saalfelden                                 | K-85                                       | [ b ]                                      | Jörg Ritzerfeld    | Maximilian Mechler                | Florian Liegl                 |
| 10.                                        | 9 marca 2001                               | Eisenerz                                   | K-90                                       | [ c ]                                      | Rok Urbanc         | Stefan Thurnbichler               | Jaka Oblak                    |
| 11.                                        | 10 marca 2001                              | Eisenerz                                   | K-90                                       | [ c ]                                      | Jörg Ritzerfeld    | Stefan Rammerstorfer              | Stefan Thurnbichler           |
| Alpen Cup 2000/2001 – klasyfikacja końcowa | Alpen Cup 2000/2001 – klasyfikacja końcowa | Alpen Cup 2000/2001 – klasyfikacja końcowa | Alpen Cup 2000/2001 – klasyfikacja końcowa | Alpen Cup 2000/2001 – klasyfikacja końcowa | Jörg Ritzerfeld    | Mathias Hafele                    | Maximilian Mechler            |

## Klasyfikacja generalna
Dwudziestu najlepszych zawodników
| Miejsce | Zawodnik             | Punkty |
| ------- | -------------------- | ------ |
| 1.      | Jörg Ritzerfeld      | 636    |
| 2.      | Mathias Hafele       | 444    |
| 3.      | Maximilian Mechler   | 391    |
| 4.      | Rok Benkovič         | 368    |
| 5.      | Manuel Fettner       | 357    |
| 6.      | Stefan Rammerstorfer | 355    |
| 7.      | Simon Podrebersek    | 324    |
| 8.      | Florian Liegl        | 318    |
| 9.      | Balthasar Schneider  | 313    |
| 10.     | Stefan Thurnbichler  | 307    |
| 11.     | Christian Nagiller   | 304    |
| 12.     | Bastian Kaltenböck   | 273    |
| 13.     | Christoph Strickner  | 251    |
| 14.     | Andreas Kofler       | 227    |
| 15.     | Lukas Tschuschnig    | 216    |
| 16.     | Stefan Kaiser        | 200    |
| 17.     | Stephan Hocke        | 184    |
| 18.     | Rok Urbanc           | 157    |
| 19.     | Mario Kürschner      | 147    |
| 20.     | Jaka Oblak           | 121    |